# КВ-13
КВ-13 (чертежный номер 233) — (КВ - Клим Ворошилов ) опытный советский средний танк тяжелого бронирования периода Второй мировой войны. Был создан в конструкторском бюро СКБ-2 Челябинского Кировского завода в конце 1941 — начале 1942 года в качестве «универсального» танка, предназначенного для замены в производстве как средних Т-34, так и тяжёлых КВ.
КВ-13 стал первой крупной самостоятельной работой Опытного танкового завода, созданного в марте 1942 года в Челябинске на базе СКБ-2. Ведущим конструктором проекта был назначен Н. В. Цейц, а после его смерти 19 июля 1942 года — Н.Ф. Шашмурин. С подачи Цейца обозначение КВ-13 на заводе было изменено на ИС-1, хотя ЧКЗ продолжал использовать прежний индекс. В конструкторскую группу входили К. И. Кузьмин (корпус), Н. М. Синев (башня), С. В. Мицкевич (ходовая часть) и Г. Н. Москвин (общая компоновка). КВ-13 создавался в рамках идеи универсального танка, соответствовавшего по массе среднему, а по защите — тяжёлому. Особенностью проекта являлось широкое применение броневого литья.
Первый прототип КВ-13 был изготовлен в сентябре 1942 года, однако проведённые осенью того же года испытания показали его низкую механическую надёжность, а также необходимость усиления бронезащиты и введения трёхместной башни. Это повлекло кардинальную переработку проекта нового танка. Теперь он становился полностью тяжелого класса. К 10 марта 1943 года было изготовлено два прототипа КВ-13 — ИС-1 (233) и «гаубичный» ИС-2 (234). Однако проведенные в марте — июне испытания показали, что машины не соответствуют современным требованиям. Дальнейшее развитие проекта привело к созданию в 1943 году Объекта 237 (ИС-1), ставший прототипом серийного танка ИС-85.

## Характеристики
КВ-13 именовался как «средний танк тяжёлого бронирования». Наиболее сильным изменениям подверглась ходовая часть танка, где вместо 6 опорных катков использовали 5 измененной конструкции. Ширина КВ-13 при этом уменьшилась до 2800 мм, а длина корпуса составила 6650 мм. Башня танка сохранила схожесть с башней КВ-1с, но приобрела более обтекаемый вид. Почти все основные элементы конструкции были выполнены литыми, что позволило сократить внутренний неиспользуемый объём и довести лобовую броню корпуса танка до 120 мм, башни — до 85 мм, тем самым превзойдя серийные КВ-1. Одной из особенностей этого танка было минимальное использование цветных металлов при его изготовлении.